# Lempzours
Lempzours est une commune française située dans le département de la Dordogne, en région Nouvelle-Aquitaine.

## Géographie

### Généralités
Dans le nord du département de la Dordogne, la commune de Lempzours est située au nord du Périgord central, sur les hauteurs en rive gauche de la Côle.
Le hameau de Lempzours, à l'écart des routes principales, regroupe moins d'une dizaine de bâtiments dont la mairie et l'église. Traversé par la Rase, un petit ruisseau affluent de la Côle, il se situe, en distances orthodromiques, dix kilomètres au sud-ouest de Thiviers et quatorze kilomètres à l'est de Brantôme.
La commune est desservie au sud par les routes départementales (RD) 68 et 73. À proximité, la principale voie d'accès reste cependant au nord-est la RD 78 qui longe la Côle.

### Communes limitrophes
Lempzours est limitrophe de quatre autres communes.
| Saint-Pierre-de-Côle |                      | Vaunac    |
|                      | Lempzours            |           |
|                      | Saint-Front-d'Alemps | Négrondes |

### Géologie et relief

#### Géologie
Situé sur la plaque nord du Bassin aquitain et bordé à son extrémité nord-est par une frange du Massif central, le département de la Dordogne présente une grande diversité géologique. Les terrains sont disposés en profondeur en strates régulières, témoins d'une sédimentation sur cette ancienne plate-forme marine. Le département peut ainsi être découpé sur le plan géologique en quatre gradins différenciés selon leur âge géologique. Lempzours est située dans le troisième gradin à partir du nord-est, un plateau formé de calcaires hétérogènes du Crétacé.
Les couches affleurantes sur le territoire communal sont constituées de formations superficielles du Quaternaire et de roches sédimentaires datant pour certaines du Cénozoïque, et pour d'autres du Mésozoïque. La formation la plus ancienne, notée c2b, date du Turonien inférieur à moyen, composée de calcaire graveleux, puis calcaires crayeux bioclastiques à rudistes passant latéralement à des calcarénites. La formation la plus récente, notée CFp, fait partie des formations superficielles de type colluvions indifférenciées de versant, de vallon et plateaux issues d'alluvions, molasses, altérites. Le descriptif de ces couches est détaillé dans  les feuilles « no 735 - Thiviers » et « no 759 - Périgueux (est) » de la carte géologique au 1/50 000 de la France métropolitaine, et leurs notices associées,.

Carte géologique de Lempzours.

#### Relief et paysages
Le département de la Dordogne se présente comme un vaste plateau incliné du nord-est (491 m, à la forêt de Vieillecour dans le Nontronnais, à Saint-Pierre-de-Frugie) au sud-ouest (2 m à Lamothe-Montravel). L'altitude du territoire communal varie quant à elle entre 137 m à l'extrême nord du territoire communal, en limite de la commune de Saint-Pierre-de-Côle, près de Puy Pela, et 232 m au sud-ouest en deux endroits, à proximité de la commune de Négrondes, près des lieux-dits les Landes et Fauconnie.
Dans le cadre de la Convention européenne du paysage entrée en vigueur en France le 1er juillet 2006, renforcée par la loi du 8 août 2016 pour la reconquête de la biodiversité, de la nature et des paysages, un atlas des paysages de la Dordogne a été élaboré sous maîtrise d’ouvrage de l’État et publié en octobre 2020. Les paysages du département s'organisent en huit unités paysagères et 14 sous-unités. La commune fait partie du Périgord central, un paysage vallonné, aux horizons limités par de nombreux bois, plus ou moins denses, parsemés de prairies et de petits champs.
La superficie cadastrale de la commune publiée par l'Insee, qui sert de référence dans toutes les statistiques, est de 10,87 km2,,. La superficie géographique, issue de la BD Topo, composante du Référentiel à grande échelle produit par l'IGN, est quant à elle de 11,29 km2.

### Hydrographie

#### Réseau hydrographique
La commune est située dans le bassin de la Dordogne au sein du Bassin Adour-Garonne. Elle est drainée par un petit cours d'eau qui constitue un réseau hydrographique de 2 km de longueur totale,.
La Rase, seul cours d'eau de la commune, est un affluent de rive gauche de la Côle.

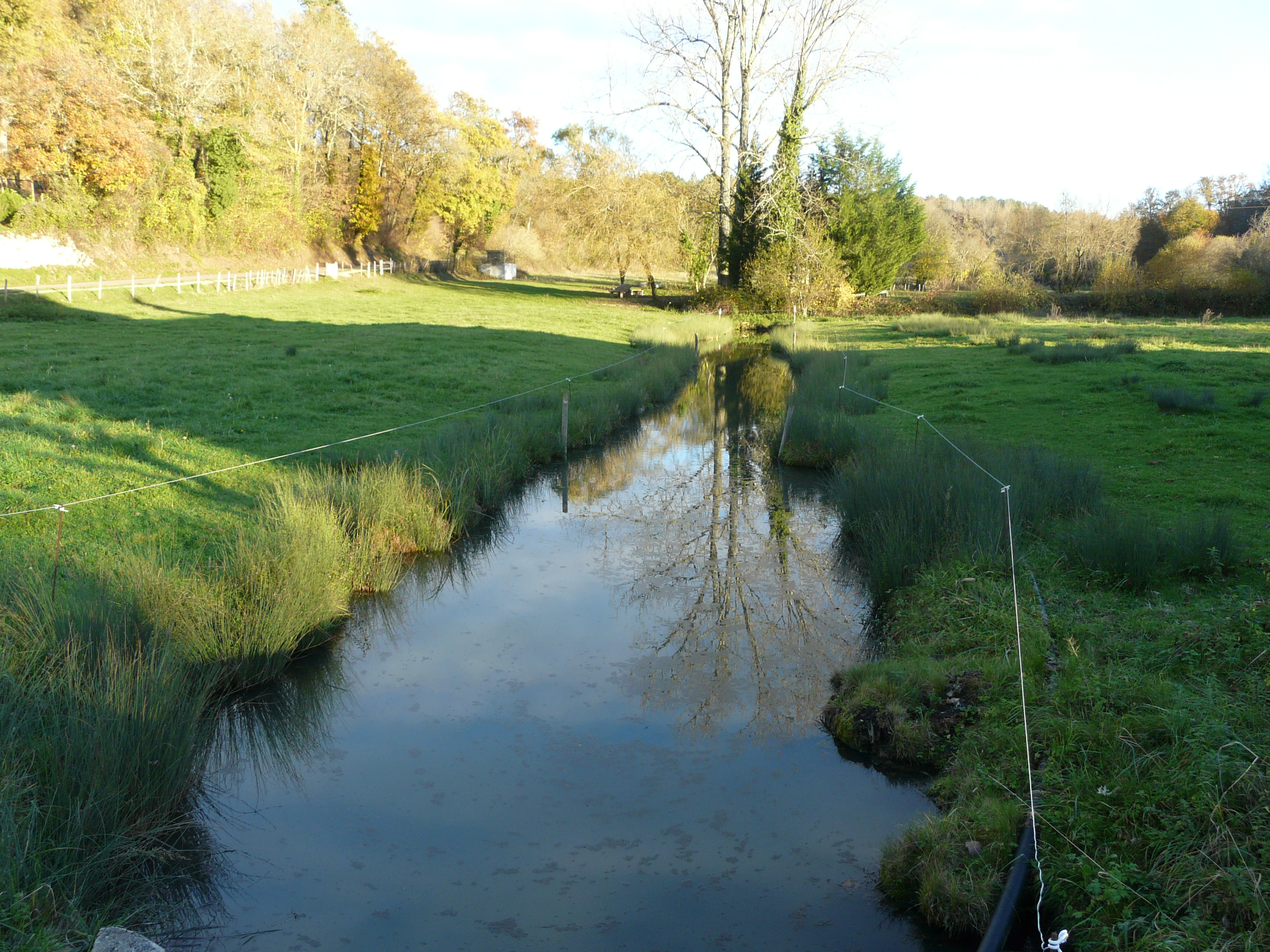
La Rase, ruisseau qui traverse le village de Lempzours.
Réseaux hydrographique et routier de Lempzours.

#### Gestion et qualité des eaux
Le territoire communal est couvert par le schéma d'aménagement et de gestion des eaux (SAGE) « Isle - Dronne ». Ce document de planification, dont le territoire regroupe les bassins versants de l'Isle et de la Dronne, d'une superficie de 7 500 km2, a été approuvé le 2 août 2021. La structure porteuse de l'élaboration et de la mise en œuvre est l'établissement public territorial de bassin de la Dordogne (EPIDOR). Il définit sur son territoire les objectifs généraux d’utilisation, de mise en valeur et de protection quantitative et qualitative des ressources en eau superficielle et souterraine, en respect des objectifs de qualité définis dans le troisième SDAGE  du Bassin Adour-Garonne qui couvre la période 2022-2027, approuvé le 10 mars 2022.
La qualité des eaux de baignade et des cours d’eau peut être consultée sur un site dédié géré par les agences de l’eau et l’Agence française pour la biodiversité.

### Climat
Pour des articles plus généraux, voir Climat de la Nouvelle-Aquitaine et Climat de la Dordogne.
En 2010, le climat de la commune est de type climat océanique altéré, selon une étude s'appuyant sur une série de données couvrant la période 1971-2000. En 2020, Météo-France publie une typologie des climats de la France métropolitaine dans laquelle la commune est toujours exposée à un climat océanique altéré et est dans la région climatique  Aquitaine, Gascogne, caractérisée par une pluviométrie abondante au printemps, modérée en automne, un faible ensoleillement au printemps, un été chaud (19,5 °C), des vents faibles, des brouillards fréquents en automne et en hiver et des orages fréquents en été (15 à 20 jours).
Pour la période 1971-2000, la température annuelle moyenne est de 11,9 °C, avec  une amplitude thermique annuelle de 14,7 °C. Le cumul annuel moyen de précipitations est de 955 mm, avec 13,2 jours de précipitations en janvier et 7,2 jours en juillet. Pour la période 1991-2020, la température moyenne annuelle observée sur la station météorologique la plus proche, située sur la commune de Coulounieix-Chamiers à 22 km à vol d'oiseau, est de 13,1 °C et le cumul annuel moyen de précipitations est de 912,2 mm,. Pour l'avenir, les paramètres climatiques de la commune estimés pour 2050 selon différents scénarios d’émission de gaz à effet de serre sont consultables sur un site dédié publié par Météo-France en novembre 2022.

## Urbanisme

### Typologie
Au 1er janvier 2024, Lempzours est catégorisée commune rurale à habitat très dispersé, selon la nouvelle grille communale de densité à 7 niveaux définie par l'Insee en 2022.
Elle est située hors unité urbaine. Par ailleurs la commune fait partie de l'aire d'attraction de Périgueux, dont elle est une commune de la couronne,. Cette aire, qui regroupe 49 communes, est catégorisée dans les aires de 50 000 à moins de 200 000 habitants,.

### Occupation des sols
L'occupation des sols de la commune, telle qu'elle ressort de la base de données européenne d’occupation biophysique des sols Corine Land Cover (CLC), est marquée par l'importance des forêts et milieux semi-naturels (69,4 % en 2018), une proportion sensiblement équivalente à celle de 1990 (70,2 %). La répartition détaillée en 2018 est la suivante : 
forêts (66,6 %), zones agricoles hétérogènes (28,2 %), milieux à végétation arbustive et/ou herbacée (2,8 %), prairies (2,4 %). L'évolution de l’occupation des sols de la commune et de ses infrastructures peut être observée sur les différentes représentations cartographiques du territoire : la carte de Cassini (XVIIIe siècle), la carte d'état-major (1820-1866) et les cartes ou photos aériennes de l'IGN pour la période actuelle (1950 à aujourd'hui).

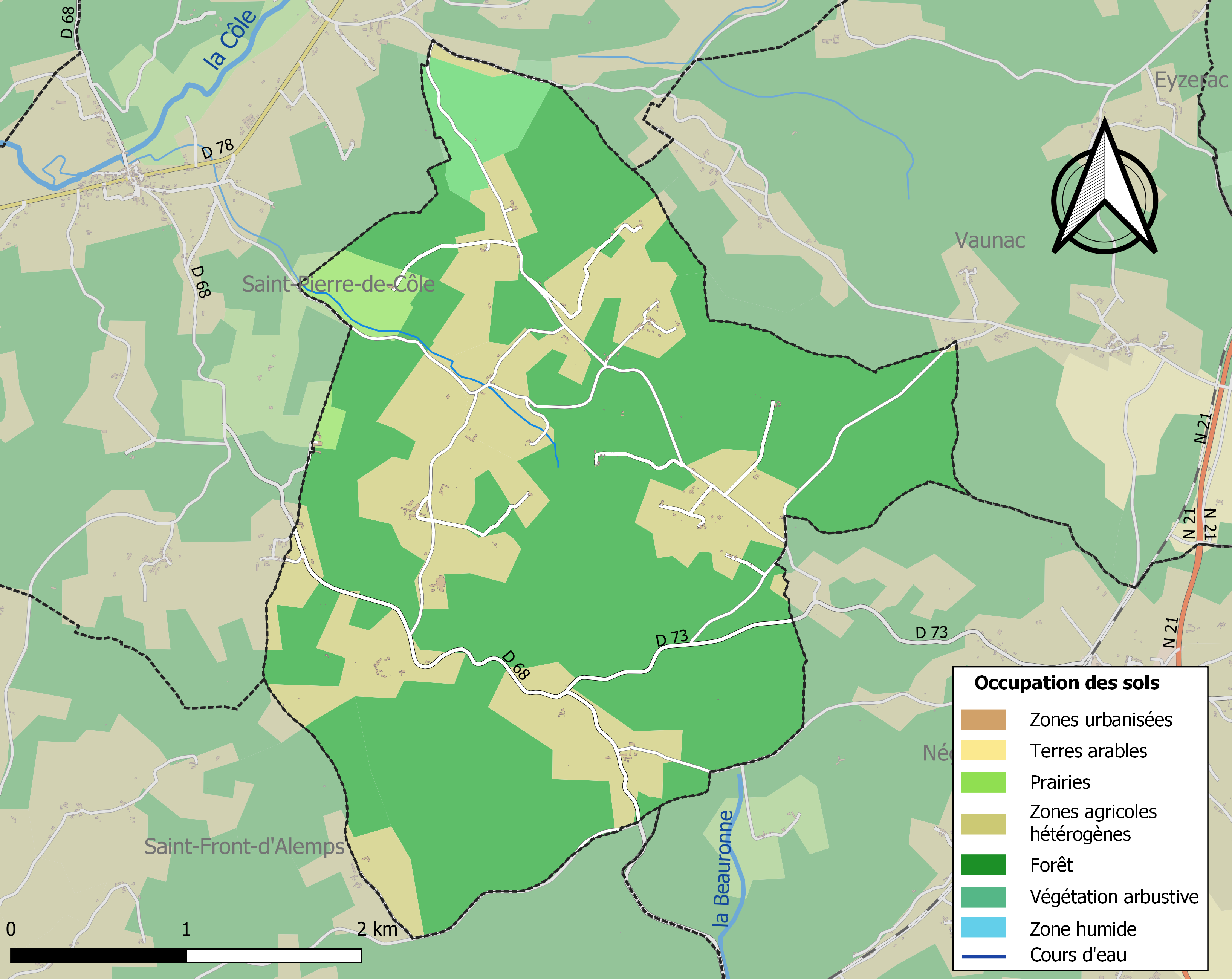
Carte des infrastructures et de l'occupation des sols de la commune en 2018 (CLC).

### Prévention des risques
Le territoire de la commune de Lempzours est vulnérable à différents aléas naturels : météorologiques (tempête, orage, neige, grand froid, canicule ou sécheresse), feux de forêts, mouvements de terrains et séisme (sismicité très faible). Un site publié par le BRGM permet d'évaluer simplement et rapidement les risques d'un bien localisé soit par son adresse soit par le numéro de sa parcelle.
Lempzours est exposée au risque de feu de forêt. L’arrêté préfectoral du 14 mars 2013 fixe les conditions de pratique des incinérations et de brûlage dans un objectif de réduire le risque de départs d’incendie. À ce titre, des périodes sont déterminées : interdiction totale du 15 février au 15 mai et du 15 juin au 15 octobre, utilisation réglementée du 16 mai au 14 juin et du 16 octobre au 14 février. En septembre 2020, un plan inter-départemental de protection des forêts contre les incendies (PidPFCI) a été adopté pour la période 2019-2029,.

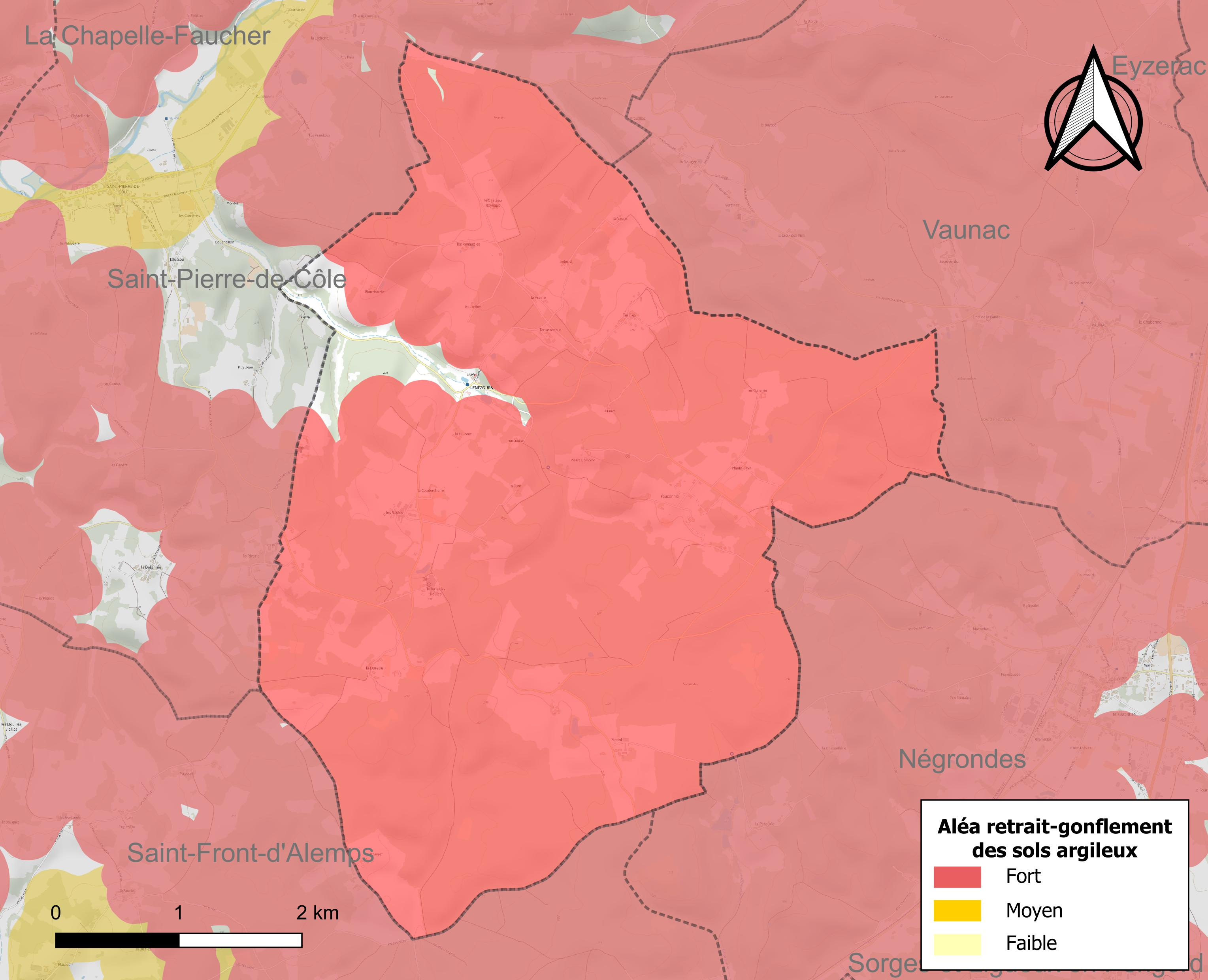
Carte des zones d'aléa retrait-gonflement des sols argileux de Lempzours.

Les mouvements de terrains susceptibles de se produire sur la commune sont des tassements différentiels. Le retrait-gonflement des sols argileux est susceptible d'engendrer des dommages importants aux bâtiments en cas d’alternance de périodes de sécheresse et de pluie. 96,6 % de la superficie communale est en aléa moyen ou fort (58,6 % au niveau départemental et 48,5 % au niveau national métropolitain). Depuis le 1er octobre 2020, en application de la loi ÉLAN, différentes contraintes s'imposent aux vendeurs, maîtres d'ouvrages ou constructeurs de biens situés dans une zone classée en aléa moyen ou fort,.
La commune a été reconnue en état de catastrophe naturelle au titre des dommages causés par les inondations et coulées de boue survenues en 1982 et 1999, par la sécheresse en 1992, 1997, 2003 et 2011 et par des mouvements de terrain en 1999.

## Toponymie
En occitan, la commune porte le nom de Lemzor.

## Histoire
Lempzours devint domaine de l'ordre des Templiers au XIIe siècle, en 1139. Ce fut une commanderie majeure du Périgord. Une dalle avec une croix templière se trouve à l'entrée de l'église. Elle est encore visible.
Au XIIIe siècle, Lempzours était l'une des vingt-sept paroisses dépendant de l'archiprêtré de Condat dont le siège se situait à Champagnac.

## Politique et administration

### Rattachements administratifs
La commune de Lempzours (orthographiée Lempzour à l'époque) est rattachée, dès 1790, au canton de Thiviers qui dépendait du district d'Excideuil. En 1800, les districts sont supprimés. Le canton est alors rattaché à l'arrondissement de Nontron.

### Intercommunalité
Au 1er janvier 2002, Lempzours intègre dès sa création la communauté de communes du Pays thibérien. Au 1er janvier 2017, celle-ci est dissoute et ses communes — hormis Sorges et Ligueux en Périgord — rejoignent la communauté de communes des Marches du Périg'Or Limousin Thiviers-Jumilhac qui, en octobre 2017 prend le nom de communauté de communes Périgord-Limousin.

### Administration municipale
La population de la commune étant comprise entre 100 et 499 habitants au recensement de 2017, onze conseillers municipaux ont été élus en 2020,.

### Liste des maires
| Période                                  | Période       | Identité                | Étiquette | Qualité                            |
| ---------------------------------------- | ------------- | ----------------------- | --------- | ---------------------------------- |
| Les données manquantes sont à compléter. |               |                         |           |                                    |
|                                          |               |                         |           |                                    |
| (1919 ou avant)                          | mai 1925      | Augustin Solve          |           |                                    |
| mai 1925                                 | avril 1941    | Jean Baptiste Jarjavail |           |                                    |
| avril 1941                               | novembre 1944 | Adrien Barbarie         |           | Adjoint faisant fonctions de maire |
| novembre 1944                            | mars 1983     | Edmond Feymendy         |           |                                    |
| mars 1983                                | juin 1995     | Jean Baptiste Girardeau |           |                                    |
| juin 1995                                | mars 2008     | Guy Michel Feymendy     |           | Retraité                           |
| mars 2008 (réélue en mai 2020)           | En cours      | Thérèse Chassain        | SE        |                                    |

## Équipements et services publics

### Enseignement
Lempzours et Eyvirat qui n'ont plus d'école sont organisées en regroupement pédagogique intercommunal (RPI) au niveau des classes de maternelle et de primaire avec La Chapelle-Faucher, Saint-Front-d'Alemps et Saint-Pierre-de-Côle.

### Justice
Dans le domaine judiciaire, Lempzours relève : 
- du tribunal judiciaire, du tribunal pour enfants, du conseil de prud'hommes et du tribunal de commerce de Périgueux ;
- du pôle Nationalité du tribunal judiciaire de Périgueux (compétent uniquement dans le domaine de la nationalité) ;
- de la cour d'appel, du tribunal administratif et de la  cour administrative d'appel de Bordeaux.

## Population et société

### Démographie
Les habitants de Lempzours se nomment les Lempzouriens.
L'évolution du nombre d'habitants est connue à travers les recensements de la population effectués dans la commune depuis 1793. Pour les communes de moins de 10 000 habitants, une enquête de recensement portant sur toute la population est réalisée tous les cinq ans, les populations de référence des années intermédiaires étant quant à elles estimées par interpolation ou extrapolation. Pour la commune, le premier recensement exhaustif entrant dans le cadre du nouveau dispositif a été réalisé en 2004.

En 2022, la commune comptait 133 habitants, en stagnation par rapport à 2016 (Dordogne : +0,37 %, France hors Mayotte : +2,11 %).
| 1793 | 1800 | 1806 | 1821 | 1831 | 1836 | 1841 | 1846 | 1851 |
| ---- | ---- | ---- | ---- | ---- | ---- | ---- | ---- | ---- |
| 423  | 380  | 383  | 407  | 344  | 389  | 391  | 350  | 380  |

| 1856 | 1861 | 1866 | 1872 | 1876 | 1881 | 1886 | 1891 | 1896 |
| ---- | ---- | ---- | ---- | ---- | ---- | ---- | ---- | ---- |
| 345  | 368  | 360  | 358  | 366  | 360  | 323  | 280  | 304  |

| 1901 | 1906 | 1911 | 1921 | 1926 | 1931 | 1936 | 1946 | 1954 |
| ---- | ---- | ---- | ---- | ---- | ---- | ---- | ---- | ---- |
| 276  | 256  | 246  | 236  | 254  | 227  | 238  | 199  | 198  |

| 1962 | 1968 | 1975 | 1982 | 1990 | 1999 | 2004 | 2006 | 2009 |
| ---- | ---- | ---- | ---- | ---- | ---- | ---- | ---- | ---- |
| 177  | 155  | 139  | 123  | 121  | 111  | 123  | 120  | 156  |

| 2014 | 2019 | 2022 | - | - | - | - | - | - |
| ---- | ---- | ---- | - | - | - | - | - | - |
| 137  | 137  | 133  | - | - | - | - | - | - |

### Manifestations culturelles et festivités
À l'automne, le Salon du livre (17e édition en 2024 avec une trentaine d'auteurs).

### Vie associative
La commune comporte deux associations :
- une regroupant les chasseurs,
- le Comité des fêtes.

## Économie

### Emploi
En 2015, parmi la population communale comprise entre 15 et 64 ans, les actifs représentent quarante-neuf personnes, soit 36,3 % de la population municipale. Le nombre de chômeurs (sept) est resté stable par rapport à 2010 et le taux de chômage de cette population active s'établit à 14,0 %.

### Établissements
Au 31 décembre 2015, la commune compte treize établissements, dont neuf au niveau des commerces, transports ou services, un dans la construction, un dans l'agriculture, la sylviculture ou la pêche, un dans l'industrie, et un relatif au secteur administratif.

## Culture locale et patrimoine

### Lieux et monuments
- L'église Notre-Dame récemment restaurée est classée au titre des monuments historiques depuis 1938[54]. Elle fut construite au XIIe siècle. L'extérieur du chevet est agrémenté de nombreux modillons. L'intérieur est ceinturé d'une litre funéraire et le chœur est orné d'un retable franciscain du XVIIe siècle[55],[56],[57].
- Des restes de tombes mérovingiennes sont visibles à proximité de l'église.
- Château de Feydoux, XVIIe siècle, ancien repaire noble[58].
- Manoir de la Guionie du XVIe siècle, ancien repaire noble[59] qui aurait été au XIIIe siècle une commanderie templière[60]. En août 2024, l'association ARBRES qui recense les arbres remarquables de France a remis aux propriétaires le label « Ensemble arboré remarquable » pour l'allée bordée d'une dizaine de charmes plantés à la fin du XVIIe siècle ou au début du XVIIIe siècle, vestige d'une plantation arborée bien plus importante[61]
- Castel de la Coudercherie.

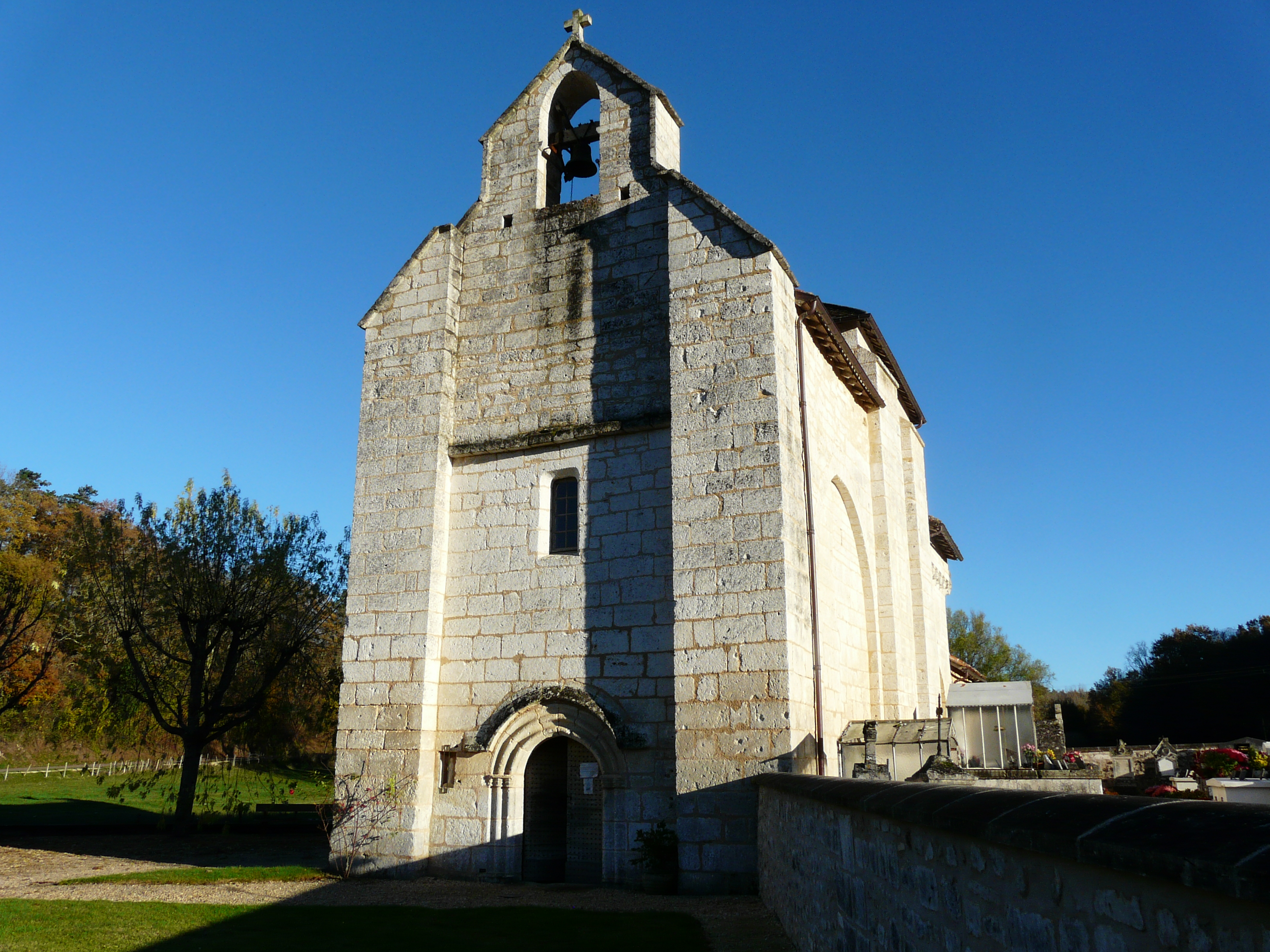
L'église Notre-Dame.
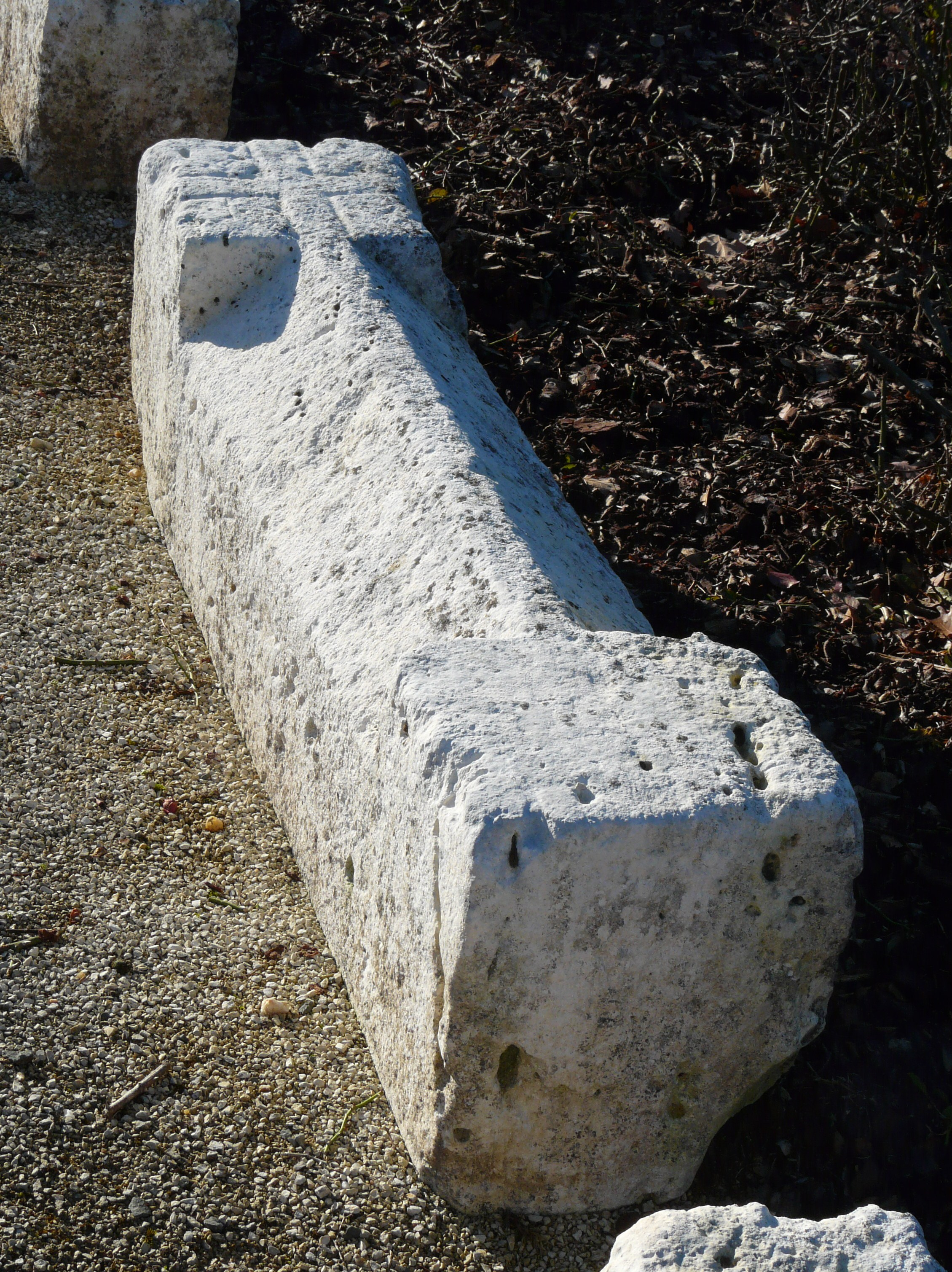
Tombe mérovingienne à côté de l'église.
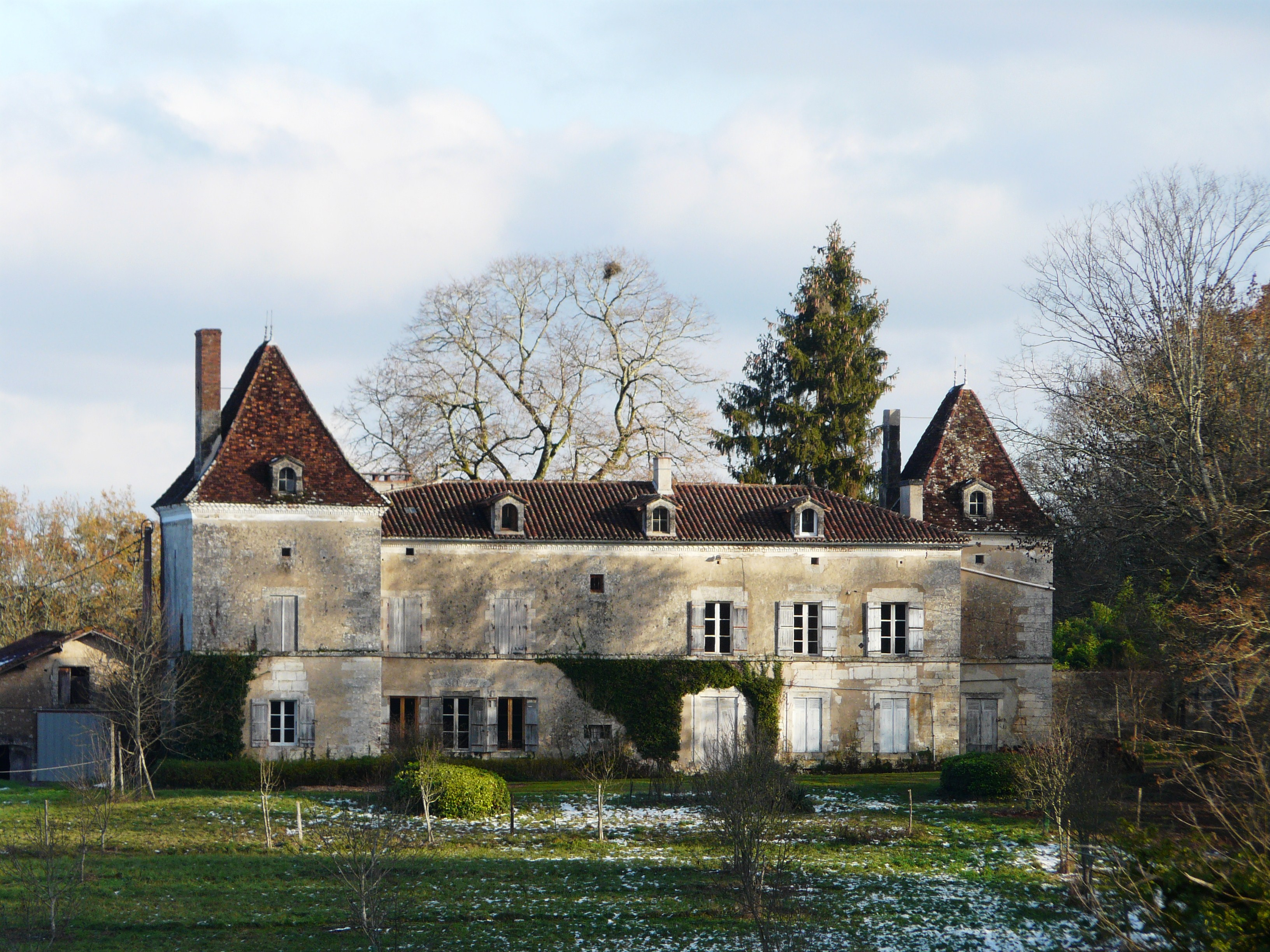
Le château de Feydoux.
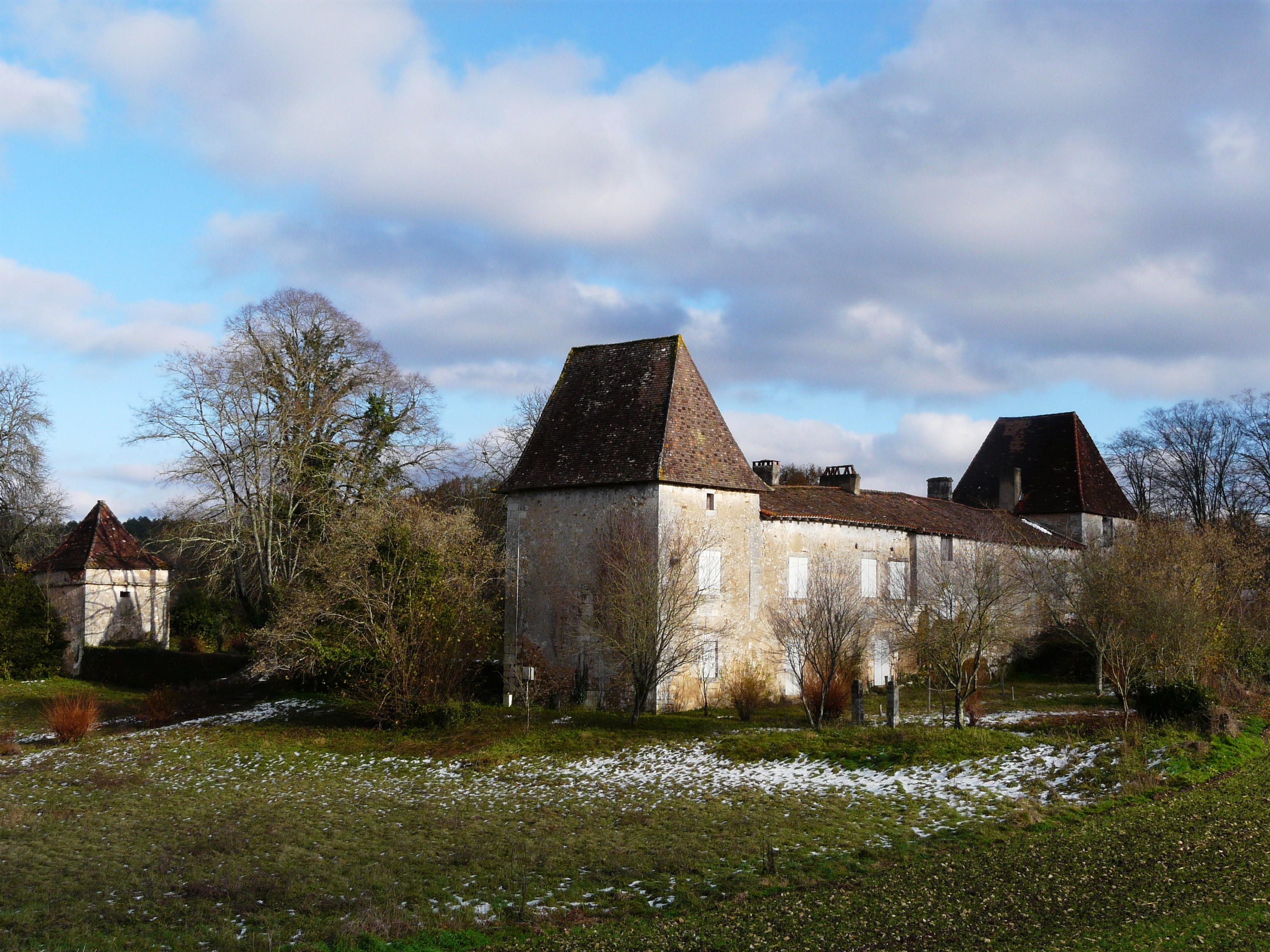
Le manoir de la Guionie.
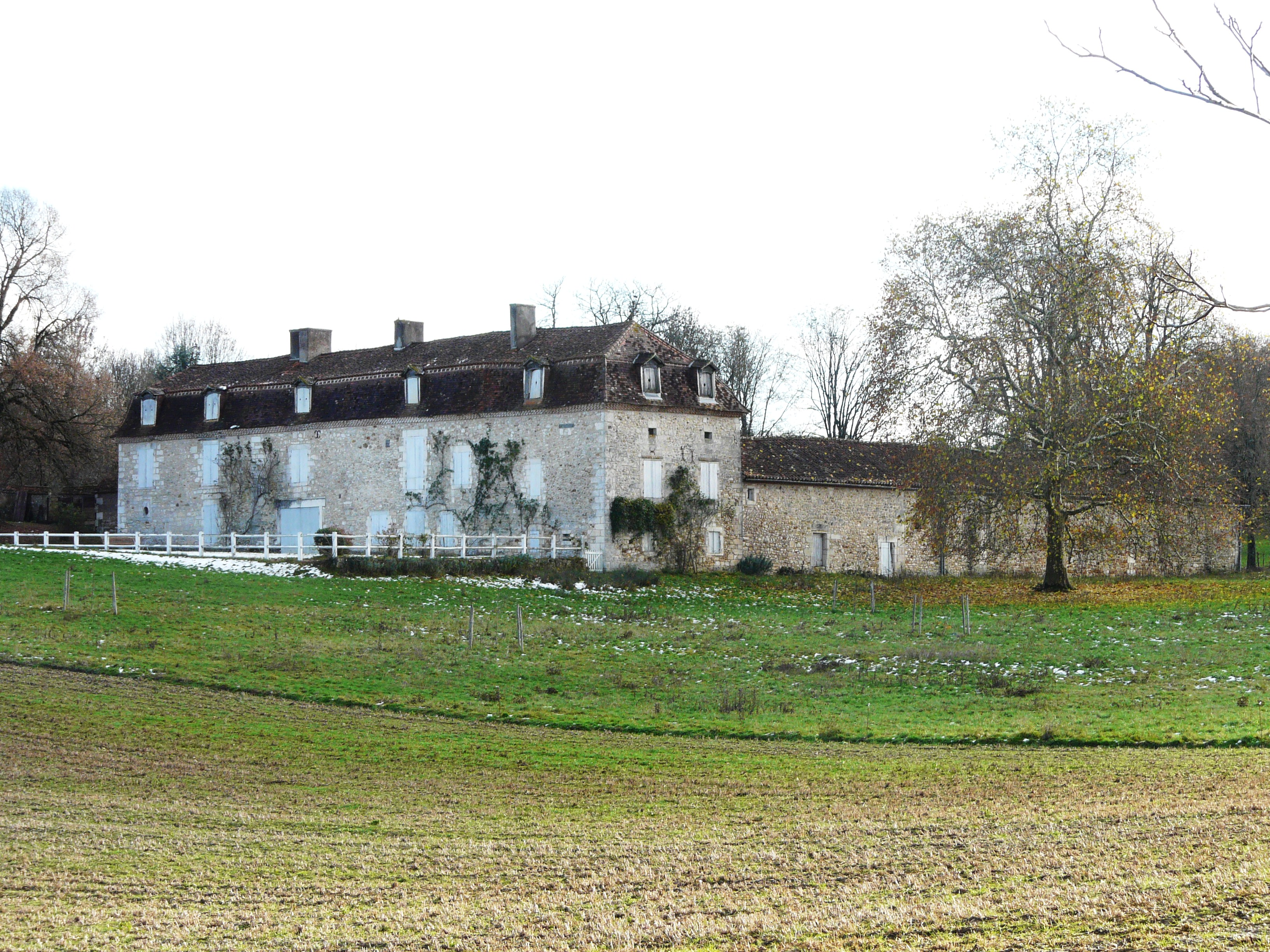
Le castel de la Coudercherie.
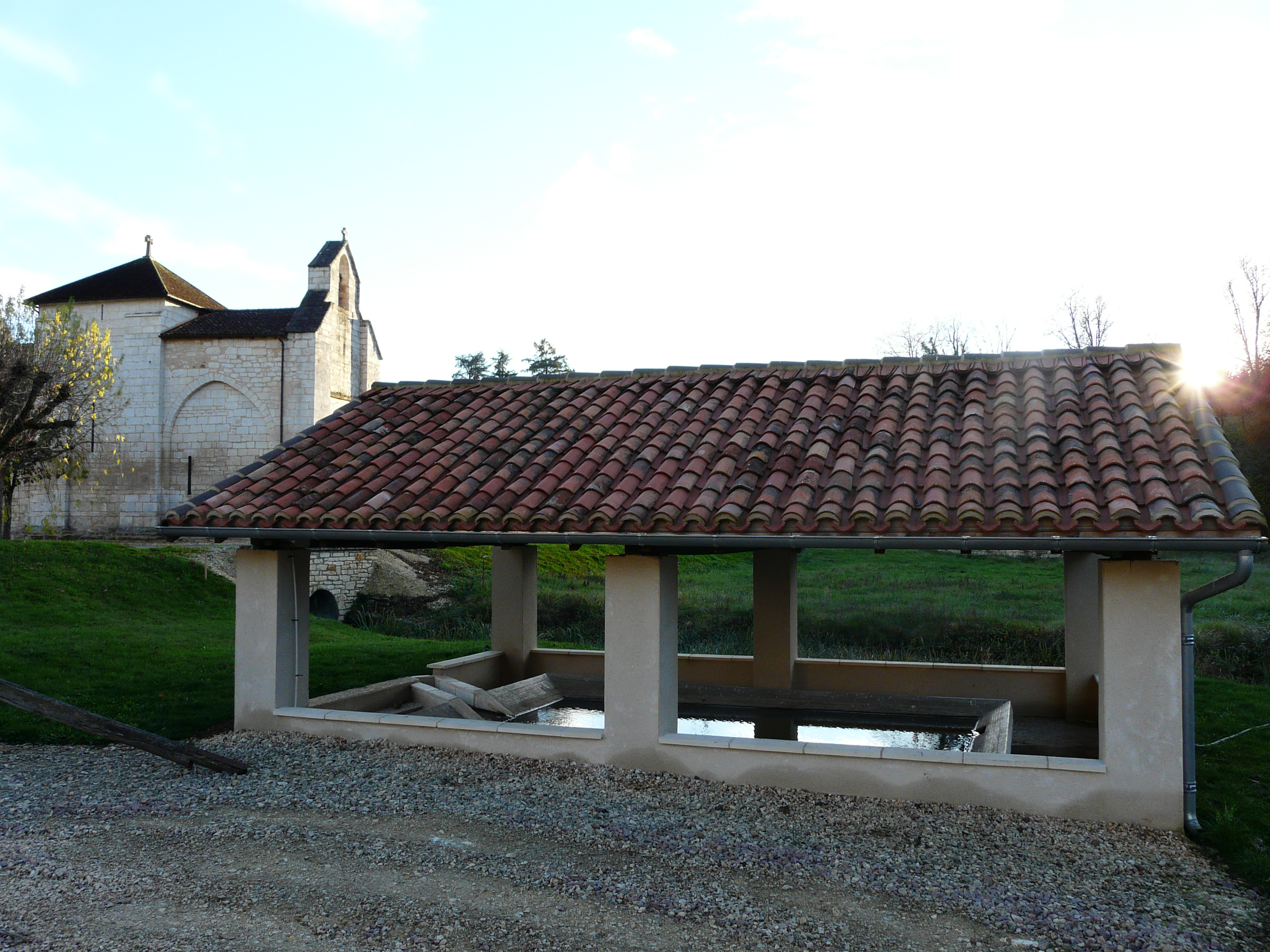
Le lavoir.

### Héraldique
| Blason de Lempzours | Blason  | D’argent à la bande de gueules chargée de trois léopards d’or armés et lampassés d’azur posés à plomb, accompagnée d’une croisette de Malte aussi de gueules en chef et d’une fleur de lys aussi d’azur en pointe |
| Blason de Lempzours | Détails | Le statut officiel du blason reste à déterminer. |

## Pour approfondir